# Котенов, Иван Михайлович
Ива́н Миха́йлович Коте́нов (7 января 1960, Яшкуль, Калмыцкая АССР) — советский и российский футболист, полузащитник и нападающий.

## Карьера
Заниматься футболом начал в родном посёлке, затем продолжил обучение в ДЮСШ города Элисты. С 1979 по 1983 год играл за «Уралан», в 59 матчах в сезонах 1979, 1981 и 1983 годов забил 5 голов. Сезон 1984 года провёл в «Кубани», принял участие в 42 встречах и забил 12 мячей в первенстве, стал лучшим бомбардиром клуба в сезоне, и ещё 3 матча сыграл в розыгрышах Кубка СССР.
В 1985 году пополнил ряды воронежского «Факела», в составе которого дебютировал в Высшей лиге СССР, где провёл 3 встречи. В том же году вернулся в «Кубань», где затем выступал до 1986 года, проведя за это время 79 матчей и забив 12 голов в первенстве, и ещё 5 встреч сыграв в Кубке.
С 1987 года снова защищал цвета «Уралана», в период с 1989 по 1990 год в 48 играх забил 6 мячей. Завершал сезон 1990 года в саратовском «Соколе», провёл 2 матча. В 1991 году опять выступал за «Уралан», сыграл в 7 встречах команды.
После окончания карьеры живёт в Москве. Участвовал в подготовке футбольных команд московской калмыцкой диаспоры — «Уралан» и «Аранзал».